# Alexandru Plămădeală
Alexandru Plamădeală (1888–1940) fue un escultor rumano/moldavo. Fue el autor de la creación del Monumento a Estefan el Grande en Chişinău (1927).
Se graduó en la Escuela de Pintura, Escultura y Arquitectura de Moscú.
Alexandru Plamădeală se casó con Olga Suceveanu el 19 de septiembre de 1923. Falleció en Chişinău el año 1940.

## Galería

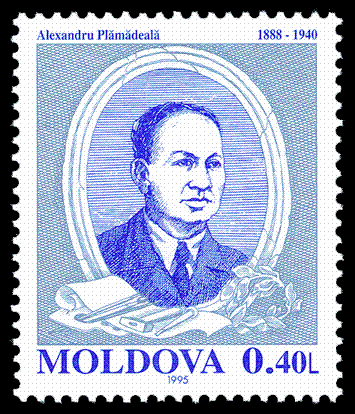
Sello postal de 1995
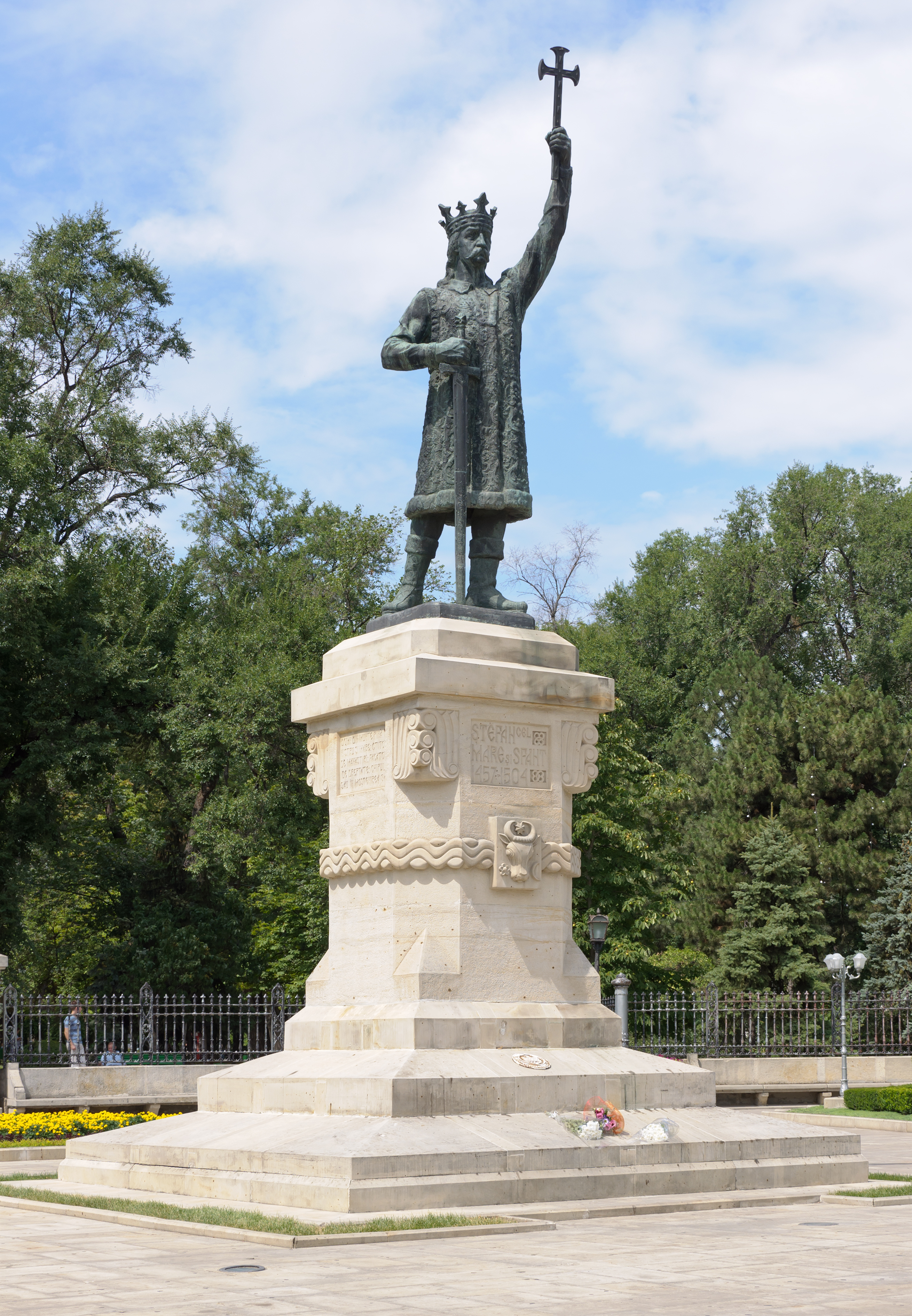
Monumento de Esteban el Grande
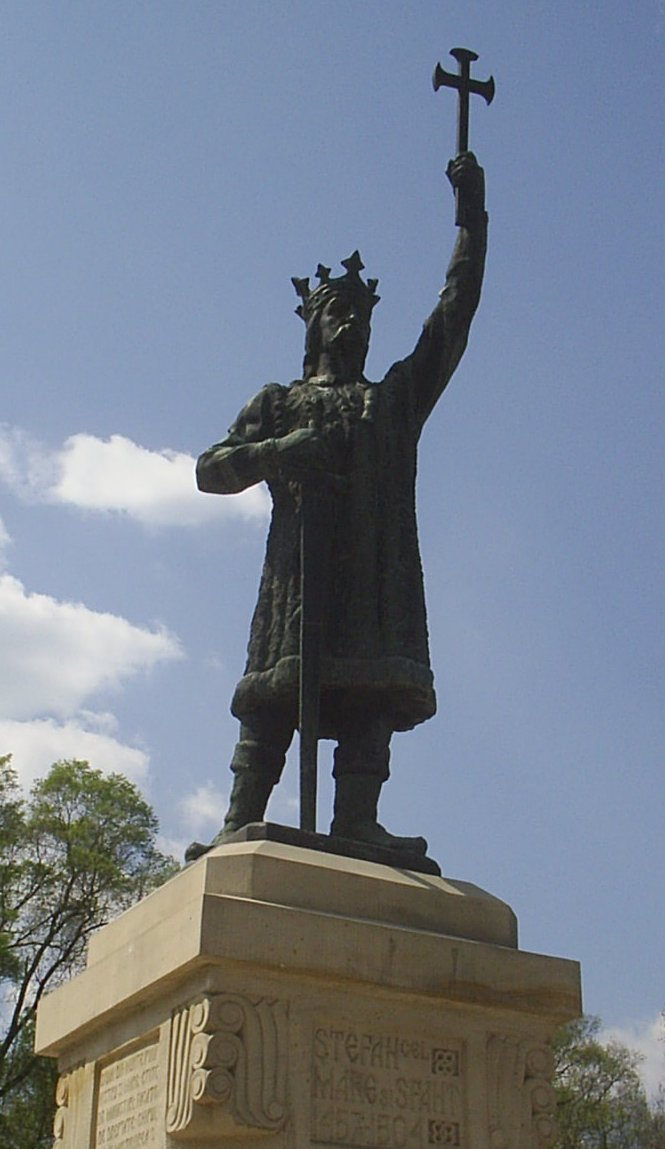
Monumento de Esteban III de Moldavia
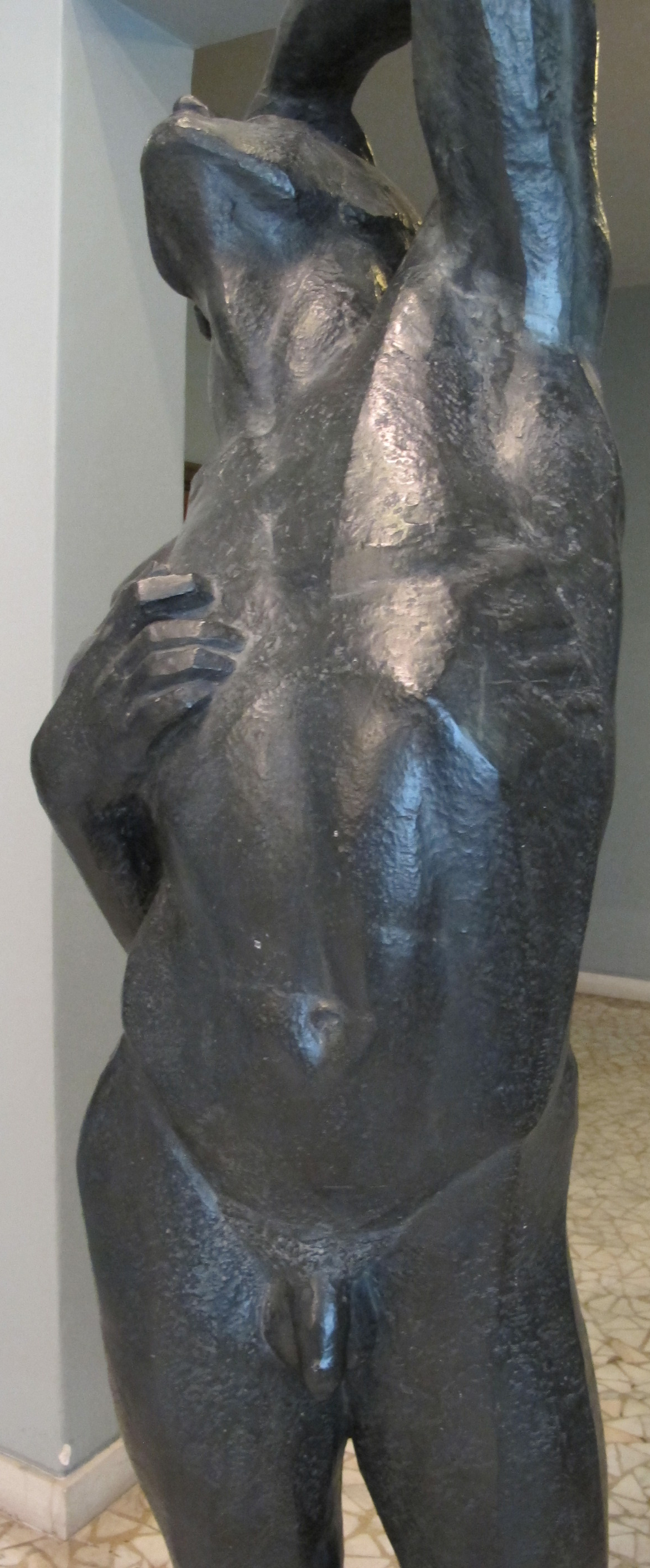
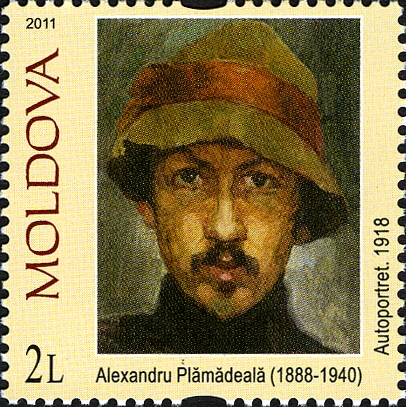